# Самойловичі

Герб Самойловичів.

Самойло́вичі — козацький рід, який походить від Самуїла, священика поселення Ходоркова на Сквирщині (згодом пароха в місті Красному Колядині, Прилуцького полку). Прізвисько «Поповичі».

## І покоління
- Самуїл (Самійло) — правобережний священик.

## ІІ покоління
- Іван Самійлович — гетьман України.

~ Марія Іванівна Голуб — дочка красноколядинського обивателя.
- Василь Самійлович — лебединський священик.
- Мартин Самійлович — роменський протопіп.
- Тимофій Самійлович — гадяцький намісник полковника М. Пушкаря, роменський священик (1674), згодом протопіп.

## ІІІ покоління
- Семен Іванович Самойлович — (близько 1660 — †85), одружений з онукою гетьмана Івана Сулими, був полковником стародубським (1680 — 85) і наказним гетьманом (1679-80).

~ Марія Федорівна Сулима
- Григорій Іванович Самойлович — (†1687), зять гетьмана Івана Брюховецького, був полковником чернігівським (1685 — 87) і наказним гетьманом (1687). Завзятий противник Москви, він був заарештований росіянами після Коломацького перевороту й страчений ними в Сєвську.
- Яків Іванович Самойлович — († 1695), заступив брата Семена на полковництві стародубському (1685-87), був заарештований разом з батьком і засланий до Єнісейська, а потім до Тобольська, де й помер.

~ Ганна Володимирівна Швейковська, Смоленська шляхтянка, дочка генерал-майора.
- Параска Іванівна — дружина боярина Ф. Шереметєва.
- Анастасія Іванівна — дружина Князя Юрія Четвертинського. Прямий її нащадок - Павло Скоропадський.
- Михайло Васильович Самойлович, був полковником гадяцьким (1678-87) і дістав звання московського стольника. За участь у змові проти гетьмана І. Мазепи був засланий 1692 до Тобольська.

~ Марія Максимівна Ілляшенко — († 1688) — дочка лубенського полковника.
- Родіон Васильович
- Євфимія Василівна († 1717) — дружина гетьмана Павла Полуботка.

## IV покоління
- Марія Семенівна-старша
- Марія Семенівна-молодша († 1706) — дружина генерального осавула Антона Гамалії.
- Данило Михайлович
- Михайло Родіонович